# KeePassXC
KeePassXC è un gestore di password libero e open source. Il suo sviluppo è iniziato come un fork della community di KeePassX (a sua volta un fork multipiattaforma di KeePass).
Utilizza le librerie Qt5, rendendolo un'applicazione multi-piattaforma che può essere eseguita su Linux, Windows e macOS.
KeePassXC utilizza il formato del database delle password di KeePass 2.x (.kdbx) come formato nativo. Può anche importare (e convertire) i database versione 2 e KeePass 1 (.kdb) precedenti. KeePassXC supporta file chiave e il sistema challenge-response YubiKey per maggiore sicurezza.
La Electronic Frontier Foundation menziona KeePassXC come "un esempio di un gestore di password che è open source e libero". Il collettivo tecnologico PrivacyGuides ha incluso KeePassXC nell'elenco dei software di gestione delle password consigliati, per via del suo sviluppo attivo.